# Gesù (Charles Guignebert)

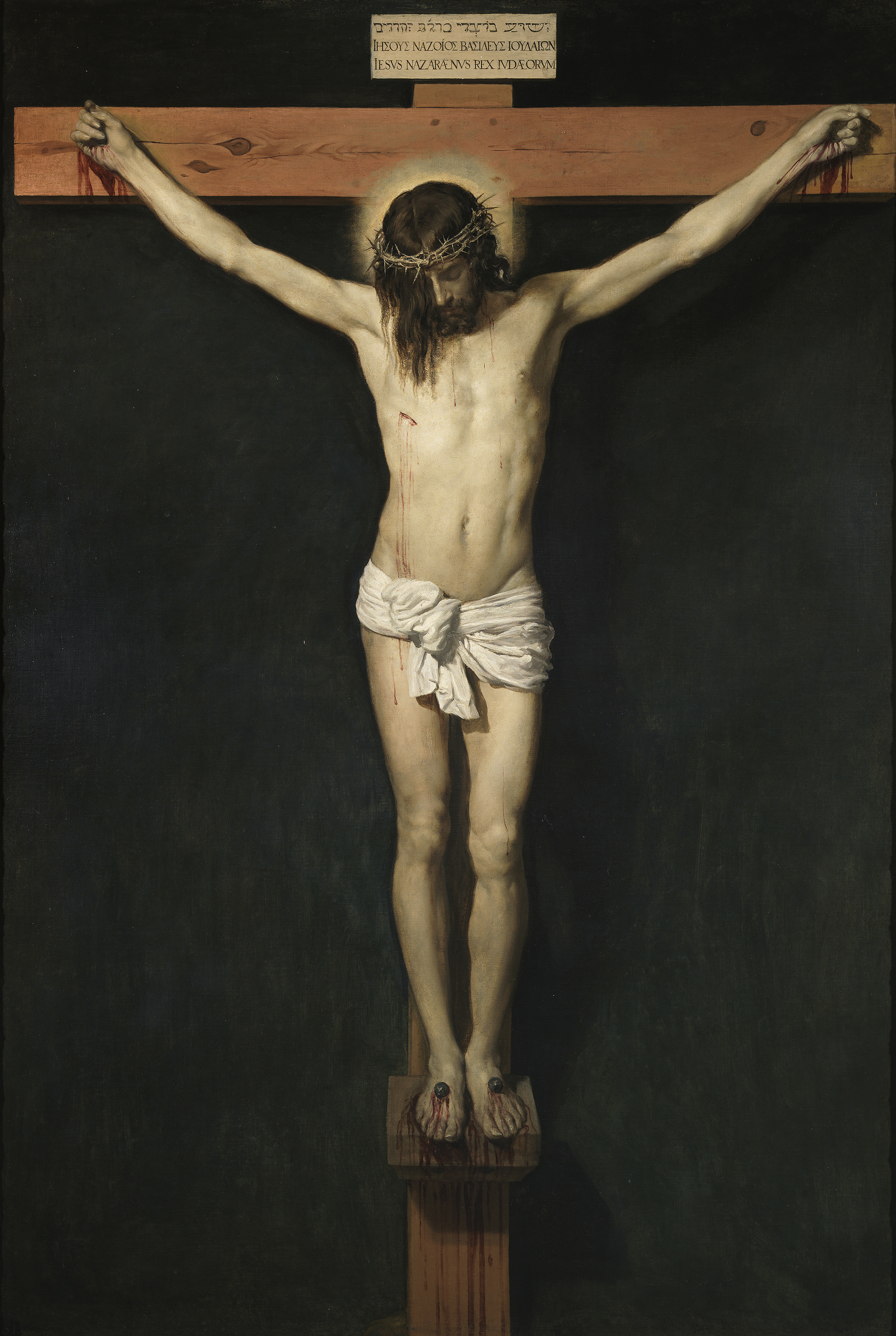
Diego Velázquez, Gesù crocefisso

Gesù (titolo originale: Jésus) è un importante e classico saggio dello storico francese del cristianesimo Charles Guignebert, professore alla Sorbona di Parigi, edito nel 1933 e inteso a ricostruire - utilizzando le fonti storiche interpretate secondo il metodo storico-critico, laico e razionalista - la figura e la vita di Gesù.

## Le fonti sulla figura e sulla vita di Gesù

### Fonti pagane
- Plinio il Giovane (Epistole, X, 96) scrisse nel 112 a Traiano di aver fatto arrestare delle persone che si riunivano prima dell'alba per cantare inni in onore di Cristo, come se questi fosse un dio. La lettera non dà dunque alcuna informazione sulla storicità di Gesù.
- Tacito (Annales, XV, 45) riporta (115 ca) che il fondatore della setta dei cristiani, «Cristo, era stato mandato a morte, durante l'impero di Tiberio, dal procuratore Ponzio Pilato». Pur respingendo l'ipotesi del Drews che il passo citato possa essere un'interpolazione, non si è potuto accertare da quale fonte, a sua volta, Tacito abbia tratto il nome o l'appellativo di Gesù. Resta la conferma di una tradizione popolare della sua morte sotto Ponzio Pilato, ma nulla al riguardo della sua storicità.
- Svetonio (Vita di Claudio, XXV) scrive (120 ca) che «egli cacciò da Roma i giudei, che si agitavano continuamente per istigazione di Chresto». Il testo testimonia di una propaganda religiosa svolta da cristiani negli ambienti ebraici, ma nulla dice sulla figura storica di Gesù.
- Celso (ca 180) scrive di Gesù non ignorando la tradizione evangelica. Non è possibile accertare se egli disponesse di altre fonti e pertanto la sua testimonianza «vale quanto la tradizione evangelica».
- Pseudo-Pilato:[1] una presunta relazione a Tiberio su Gesù, creduta vera da Giustino (I Apologia, 33, 9) e da Tertulliano (Apologeticum, 21), è un falso cristiano del IV-V secolo.
- Pseudo-Lentulo, sedicente governatore di Gerusalemme: la sua «lettera» al «Senato e al popolo romano»[2] e lo stesso personaggio sono ancora un falso cristiano.

### Fonti giudaiche

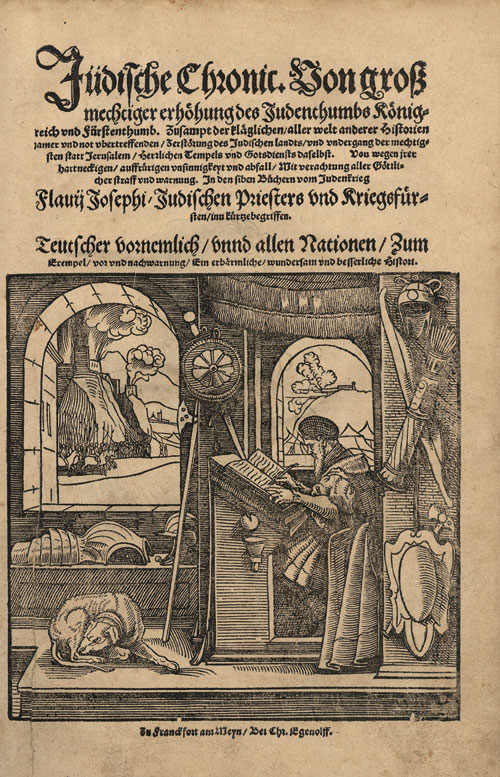
Le Antichà giudaiche

- Benché vissuti nel I secolo, nessuna delle numerose opere dell'ebreo Filone di Alessandria (ca 20 a.C.- circa 45) cita mai Gesù, né allude mai a Gesù Giusto di Tiberiade, morto nel 100 e autore di una storia della guerra d'indipendenza e di una cronaca ebraica da Mosè a Erode Agrippa II, entrambe perdute ma ancora note nel IX secolo al patriarca Fozio.
- In Giuseppe Flavio (Antichità giudaiche, XVIII, 3, 3) si legge che «in quel tempo visse Gesù, uomo saggio, se pur è lecito chiamarlo uomo, perché compì opere mirabili e ammaestrò gli uomini che accolgono con gioia la verità. Ed egli conquistò molti Giudei e molti Greci. Costui era il Messia. E i principali tra noi lo denunziarono. Avendolo Pilato fatto crocifiggere, coloro che lo avevano amato per primi non rinunciarono a lui. Giacché egli apparve loro dopo aver ripreso vita il terzo giorno. Del resto i profeti divini avevano predetto di lui questo e molti altri prodigi. La setta cristiana, che da lui prende nome, esiste ancor oggi». Le frasi in corsivo, sconosciute a Origene,[3] erano invece note a Eusebio.[4] L'interpolazione è dunque del tardo III secolo.
- Nelle Antichità giudaiche (XX, 9, 1) viene citato anche Giacomo «fratello di Gesù detto Cristo».
- Nel Talmud, oltre a essere presenti insinuazioni ingiuriose contro Maria, la madre di Gesù, egli viene accusato di aver praticato arti magiche e di aver sobillato il popolo di Israele. per questo motivo fu «appeso alla vigilia della Pasqua» e, per aver condotto il popolo ad adorare gli idoli, non meritò «misericordia».

### Fonti cristiane
- Gli Atti, dopo una prima redazione, intorno all'anno 80, del medico Luca, compagno di Paolo, subirono una serie di tagli, aggiunte e accomodamenti imposti da un «rimaneggiamento tendenzioso e senza scrupoli»,[5] consegnandoci una versione definitiva da porre ai primi anni del II secolo. Essi lasciano intravedere l'inizio della leggenda di Gesù «piuttosto che la realtà della sua storia».
- Le Lettere di Paolo, dal cui corpus tradizionale occorre espungere la lettera agli Ebrei e le tre pastorali, Timoteo 1 e 2, e Tito, non danno alcuna informazione sul Gesù storico: Paolo ha sacrificato deliberatamente Gesù al Cristo. Vantando (Galati, I, 11-19) una rivelazione privilegiata, Paolo rivendica la propria indipendenza e superiorità di apostolo e si apparta da chi, avendo conosciuto Gesù «solo nella carne», si fa forte dell'amicizia di Gesù. «Sotto l'influsso, inconsapevole ma attivo, di dottrine provenienti dai misteri sincretistici del paganesimo asiatico, concepisce il Cristo a immagine del loro Dio salvatore, che muore e risuscita per assicurare la Vita ai propri fedeli e al quale essi si uniscono grazie a un rito possente che, a un tempo, ne ricorda e rinnova il sacrificio redentore. Ecco perché egli non s'interessa effettivamente che alla dignità divina del Cristo [...] quel che Gesù ha potuto dire e fare sulla terra è divenuto quasi indifferente a chi vede ormai in lui il Signore, padrone del mondo».
- Le altre lettere neotestamentarie - le due di Pietro, le tre di Giovanni e quelle di Giacomo e di Giuda - sono apocrife e tarde, da porre complessivamente dal 75 al 125. Sembrano dipendere da tradizioni sinottiche, senza però rifletterle.
- Nell'Apocalisse è rappresentata una glorificazione dell'Agnello immolato, simbolo di Gesù, che può interessare soltanto la storia della cristologia.

### I Vangeli
I Vangeli secondo Marco, Matteo e Luca sono gli scritti che pretendono di riferire i fatti più interessanti e gli elementi essenziali dell'insegnamento di Gesù. Abbastanza somiglianti fra di loro, sono per questo motivo chiamati sinottici. Non è così per il quarto Vangelo: oltre alle differenze nei fatti narrati, il Gesù di Giovanni appare un personaggio molto diverso da quello della tradizione sinottica: «il carattere, il modo di fare, l'atteggiamento verso i Giudei, che egli tratta con costante durezza, il tono dei suoi discorsi, solenni e altere orazioni che i loro uditori non capiscono mai e che sono nutriti [ ... ] di profonde considerazioni sul Cristo eterno». L'autore - o gli autori - di questo vangelo, basandosi sulla materia dei sinottici e sulle lettere di Paolo, ha svolto considerazioni proprie che conducono lontano dalla storia.
La redazione primitiva dei testi dei tre vangeli sinottici, più volte ritoccati, dovrebbe risalire, per Marco, verso il 75, per Matteo, verso l'85-90 e per Luca, verso il 100-110, pertanto circa 45-80 anni dopo la morte di Gesù, periodo nel quale «le credenze e le dottrine relative alla persona del Cristo subirono rapidamente profonde maggiorazioni e gli interessi della fede primeggiarono di gran lunga sulla sollecitudine storica». Dalla loro redazione alla canonizzazione dei loro testi, passò un centinaio d'anni durante i quali le comunità cristiane, che li usavano secondo le tendenze della loro fede, non si fecero «scrupolo di migliorarli [ ... ] i nostri Sinottici furono canonici prime del loro testo, il quale subì un'elaborazione abbastanza profonda».

#### Le fonti dei Sinottici: la tradizione orale, ilogiae l'Urmarcus

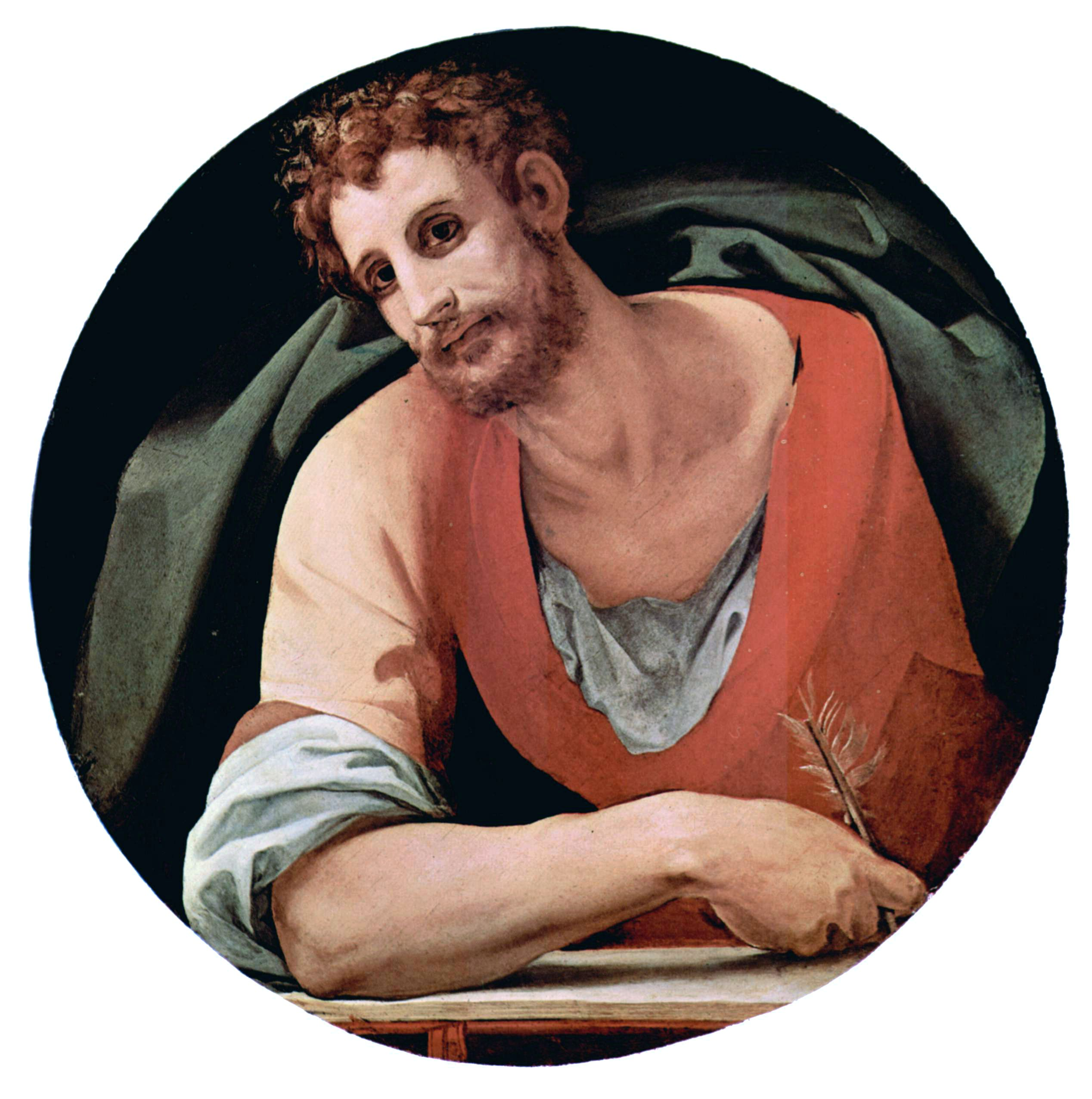
Bronzino: l'evangelista Marco

La primitiva tradizione cristiana si esprimeva in aramaico e la sua trasposizione in greco, lingua nella quale i vangeli originali furono scritti, «non avvenne probabilmente senza danni». Pur presentando, a una prima lettura, notevoli somiglianze, hanno non poche differenze - per esempio, Marco tace della nascita e dell'infanzia di Gesù, mentre Matteo e Luca danno due versioni inconciliabili tra loro - e la conclusione che si trae è che «Marco è notevolmente più antico di Matteo e di Luca e che venne utilizzato da essi». Ma le parti comuni presenti in Matteo e Luca e assenti in Marco dimostrano che Matteo e Luca disponevano anche di una fonte comune, diversa da Marco, che viene chiamata λόγια (logia, discorsi o detti di Gesù), e designata con Q (iniziale di Quelle, in tedesco, fonte). Sull'ipotesi se anche Marco conoscesse Q non vi è accordo fra gli studiosi e pertanto l'analisi storico-critica ha portato alla formulazione dell'ipotesi delle due fonti, fondamento della tradizione sinottica, i λόγια e un Urmarcus o Proto-Marco, serie di racconti circolanti forse intorno al 50 ed entrati a far parte dell'attuale Vangelo di Marco.
Dopo circa venti anni dalla morte di Gesù, i λόγια e l'Urmarcus raccolsero la παράδοσις, la tradizione orale costituita dai ricordi dei diretti discepoli di Gesù, dalla loro predicazione: in questi venti anni nacque la fede cristiana, fondata su un gruppo di idee da essi organizzate e sull'esaltazione della figura di Gesù. «Poiché il supplizio del Maestro non segnava il termine della sua azione, doveva per lo meno significarne una tappa e una trasformazione: Gesù il Nazareno scompariva per far posto al Cristo glorificato». Predicarono che Gesù, benché morto, sarebbe tornato, a dimostrazione che egli era realmente il Messia e poiché la figura del Messia - Colui che deve venire - era ben nota nell'ambiente nei quali essi agivano, occorreva adattare ad essa la figura di Gesù. Questa operazione fu fatta in buona fede: «una necessità più forte di loro cancellò a poco a poco dalla loro mente le vestigia di una realtà deludente, per incidervi la rappresentazione di una vita di Gesù adattata alle esigenze del suo messianismo; e, con uno sforzo tanto inconscio quanto irresistibile nella sua logica, essi la costruirono a rovescio del suo effettivo corso, risalendo dalla Resurrezione alla Natività».
Ogni influsso che potesse giustificare il Cristo irreale rispetto al Gesù storico fu utilizzato: dai testi profetici dell'Antico Testamento alle leggende del dio salvatore delle religioni misteriche, unitamente ai miracoli, necessari alla mentalità giudaica - «i Giudei chiedono segni» - e all'azione degli «uomini ispirati». Naturalmente, la tradizione orale continuò a circolare insieme con l'Urmarcus e i logia, che non potevano comprenderla interamente, come attestava Papia, secondo la testimonianza di Eusebio: Papia «aggiunge ancora altre cose a lui provenienti dalla tradizione orale, certe parabole del Signore e certi suoi insegnamenti che hanno di che stupirci e diversi racconti interamente favolosi».

## La storicità di Gesù
Guignebert rifiuta la tesi della critica radicale, secondo la quale il Gesù dei Vangeli è una figura mitica formata da una o più sette giudaiche sincretistiche pre-cristiane, il cui culto sarebbe stato quello di un dio sacrificato e salvatore. Le prove portate a sostegno di una identificazione di questo dio con Gesù sono inesistenti, né si comprende perché i seguaci di tali sette avrebbero dovuto rivestire questo dio di una parvenza di umanità, pretendendo oltre tutto di inserirlo in un contesto storico preciso e attuale, anziché allontanarne la leggenda nelle nebbie di un passato lontano e indeterminato.
In realtà, per i redattori dei Vangeli, l'uomo Gesù è già il Cristo: «essi ne subiscono l'umanità; il loro racconto è intessuto di variazioni leggendarie su una realtà che è a loro di fastidio [ ... ] ecco perché la pseudo-biografia che ci danno di lui è così deficiente»: insistere sull'umanità di Gesù diminuirebbe e rischierebbe di smentire la tesi della divinità del Cristo. D'altra parte, proprio Paolo è il miglior testimone della storicità di Gesù: il suo Cristo è sì un essere divino, ma è un dio che fu uomo, quando afferma che fu «nella carne un uomo nato da una donna» e quando conferma che altri apostoli, Pietro, Giovanni e il fratello di Gesù, Giacomo, diversamente da lui, hanno conosciuto realmente Gesù.

## Il nome: Gesù il Nazareno
Nei Vangeli sinottici, scritti in greco, Gesù è chiamato Ιησοὔς ed è spesso associato, in particolare, con tre diversi soprannomi: quello di ὁ Ναζαρηνός, Nazarenos, il «Nazareno», di ὁ Ναζωραῖος, Nazoreos, il «Nazoreo», o anche di ὁ Ναζορηνός, Nazorenos, il «Nazoreno». Gli autori dei Vangeli e i loro copisti sembrano considerare permutabili queste tre forme che sembrano indicare tutte la cittadina di Ναζαρἐτ, Nazaret, come luogo in cui abitavano Giuseppe e Maria, i genitori di Gesù, tanto che Gesù viene spesso chiamato «Gesù di Nazaret».

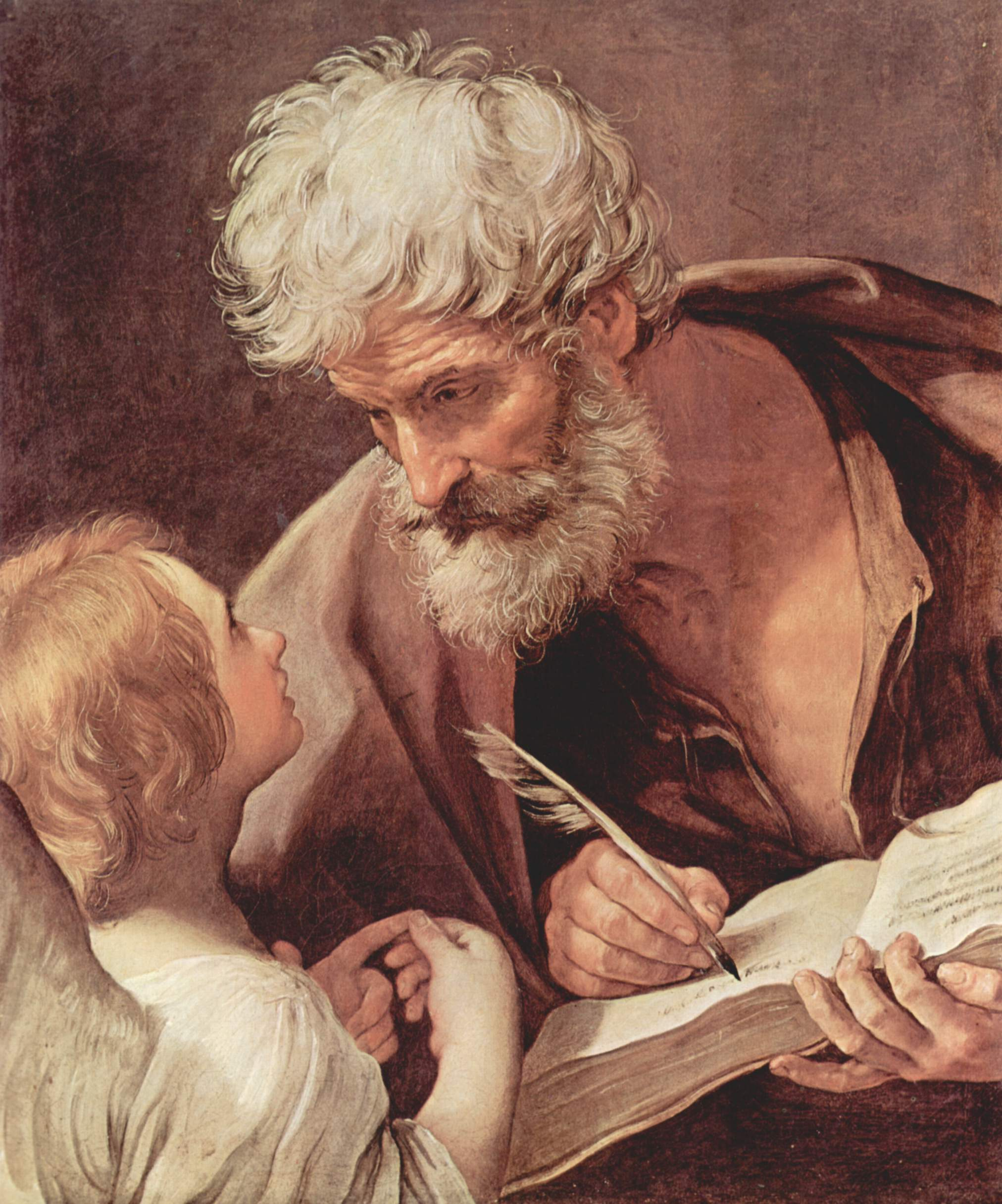
Guido Reni: L'evangelista Matteo

Il primo problema che si pone è che nessun testo antico, pagano o giudaico, precedente o contemporaneo alla compilazione dei Vangeli, fa mai menzione di Nazaret: i quattro evangelisti e l'autore degli Atti sono i primi a indicare in Nazaret una cittadina della Galilea. La prima, successiva attestazione risale ad Eusebio che, citando Giulio Africano, fiorito nei primi anni del III secolo, scrive che i parenti di Gesù «partiti dai borghi giudaici di Nazaret e di Cochaba, si erano dispersi nel resto del paese»; successivamente, alla fine del IV secolo, parlano di Nazaret Girolamo ed Epifanio.
Il secondo problema è che i tre termini, per indicare «di Nazaret», sarebbero dovuti essere scritti Nazarethenos o Nazarethanos o ancora Nazorethaios, non solo, ma Nazaret,  in aramaico, si scrive non con una zeta ma con uno tsade, ts, che gli evangelisti avrebbero dovuto trascrivere in greco non con una zeta, ζ, ma con un sigma, σ.
È allora possibile che «Nazareno» non significhi «di Nazaret». Marco presenta due episodi simili, due guarigioni di un ossesso: nel primo, Mc, I, 24, questi grida a Gesù: «Che c'è fra noi e te, Gesù Nazareno? Sei venuto per mandarci in perdizione? Io so chi sei: il Santo di Dio»; nel secondo, Mc, V, 7, l'ossesso grida a Gesù: «Che c'è fra me e te, Gesù, figlio del Dio altissimo?». «Nazareno» e «figlio del Dio altissimo» sono usati nel medesimo contesto, tanto da sembrare equivalenti e anche «Santo di Dio» rappresenta una concezione simile a quella espressa da «figlio di Dio»; il «Santo di Dio» chiarisce il «Nazareno», come se si trattasse di «una specie di glossa greca introdotta dall'autore per i lettori ignari dell'aramaico».
L'espressione «il Nazareno» sembra pertanto indicare non un luogo d'origine quanto la natura propria e la funzione di Gesù. Così è anche in Atti, III, 6, dove Pietro guarisce uno zoppo con la formula solenne «nel nome di Gesù Cristo, il Nazareno, alzati e cammina» e ancora, in Atti, IV, 10, lo stesso Pietro annuncia: «nel nome di Gesù Cristo, il Nazareno [ ... ] quest'uomo compare guarito davanti a voi». È probabile che la forma aramaica corrispondente al greco Ναζωραῖος, Nazoreos, fosse la più antica ed esprimesse una peculiare qualità di Gesù: non più compresa dai cristiani ellenizzati, che non conoscevano l'aramaico, fu riferita a Nazaret e mutata in Ναζαρηνός, Nazarenos, o Ναζορηνός, Nazorenos.
Sono state avanzate diverse ipotesi per spiegare l'origine del termine «Nazoreo» - da natzer, «rampollo», da nosri, «osservante», da nazir, uomo legato a Dio da un voto e traducibile con «santo» o con «consacrato» o con «separato» o ancora con «coronato». Per Guignebert, «permane un dubbio sulla realtà dell'equivalenza Nazareno = Nazir = Santo di Dio. Eppure, è quella che meglio risponde ai dati del problema [...] il nome dato dalla tradizione primitiva sotto la trascrizione di Nazareos, ripetuto dapprima senza essere tradotto [ ... ] ben presto non fu più capito. E allora venne interpretato, in terra greca, secondo l'usanza greca, con riferimento a una città [ ... ] i primi fedeli del Cristo, quando lo chiamavano col suo nome e soprannome Gesù il Nazareno, non intendevano dire Gesù di Nazaret, bensì enunciare un nome divino onnipotente e un soprannome caratteristico, che doveva significare presso a poco l'Inviato di Jahvé, il Santo di Dio».

## Il luogo e la data di nascita

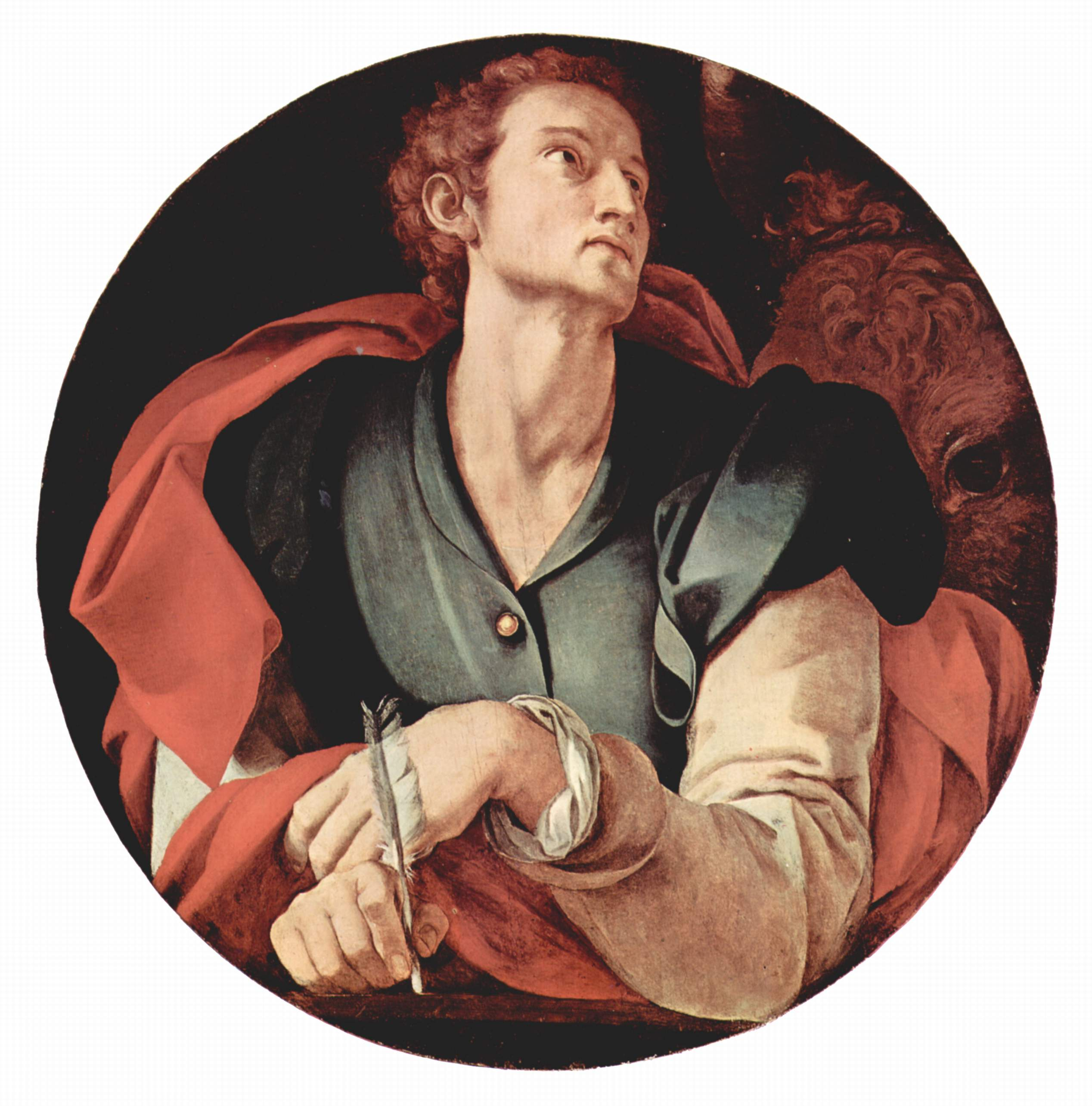
Pontormo: l'evangelista Luca

A parte la difficoltà di far coincidere l'espressione «Nazareno» con «nato a Nazaret», per Marco (I, 9 e VI, 1) Gesù nacque a Nazaret, mentre Matteo e Luca, che conoscono Marco, si preoccupano di accordare la nascita di Gesù con la profezia di Michea (V, 1) che vuole il Messia nato a Betlemme; così, mentre Matteo, dopo aver costruito a suo modo una genealogia da Abramo a Giuseppe (I, 1-16), fa nascere senz'altro Gesù a Betlemme - quando ancora regnava Erode, morto nell'anno 4 a. C. - per poi trasferirlo a Nazaret e di qui a Cafarnao, Luca, all'opposto, giustifica il trasferimento della famiglia di Gesù da Nazaret a Betlemme, riferendo di un «decreto di Cesare Augusto che si facesse un censimento dell'universo intero; era il primo censimento, essendo Quirinio governatore della Siria», con l'assurda disposizione, inventata dall'evangelista, di obbligare ciascuno a farsi censire nella città di origine dei suoi antenati. Oltre al gigantesco caos che una simile disposizione avrebbe creato in tutto l'Impero e all'ingenua idea che chiunque conosca l'origine dei propri avi, Luca non ha neanche pensato che Betlemme non era la città di origine di Maria e che semmai ella, incinta di Gesù, sarebbe dovuta rimanere a Nazaret. 
Luca ha inserito quell'episodio – che egli pone durante il regno di Erode o immediatamente dopo la sua morte - nel contesto dell'unico censimento che fu realmente effettuato, ma nella sola Giudea, nell'anno 6 o 7 della nostra era, in occasione del passaggio della regione all'autorità romana dopo l'avvenuta destituzione di Archelao, ma di un altro censimento effettuato sotto Erode non vi è notizia storica, né esso avrebbe potuto essere ordinato da Roma, essendo di giurisdizione dello stesso Erode. 
L'esegesi cattolica, incurante dell'irrisolvibile contraddizione dei fatti e delle date, pur di riaffermare la validità storica dei Vangeli, pone la data di nascita di Gesù intorno all'anno 6 prima della nostra era, accreditando anche la leggenda della strage degli innocenti e della fuga in Egitto della famiglia di Gesù. Come l'anno, anche il giorno della nascita di Gesù è del tutto sconosciuto: fu fissato in Oriente al 6 gennaio e in Occidente, nel IV secolo - dopo che erano state proposte anche le date del 28 marzo, del 18 e 19 aprile e del 29 maggio - al 25 dicembre, già giorno della festa di Mitra e concordante con il solstizio d'inverno.

## La famiglia di Gesù
Il nome del padre di Gesù sarebbe stato Giuseppe, secondo Matteo, Luca e Giovanni, mentre Marco non lo nomina neppure, ma attribuisce allo stesso Gesù (VI, 3) il mestiere di falegname: «non è costui il falegname, il figlio di Maria?», mentre Matteo (XIII, 55) scrive: «non è costui il figlio del falegname?» e Luca (IV, 22): «non è costui il figlio di Giuseppe?». I tre evangelisti dovevano conoscere un testo aramaico che riportava l'espressione «il figlio del falegname», che in aramaico equivale a «falegname», e il solo Marco ha compreso il testo, trascrivendolo correttamente.

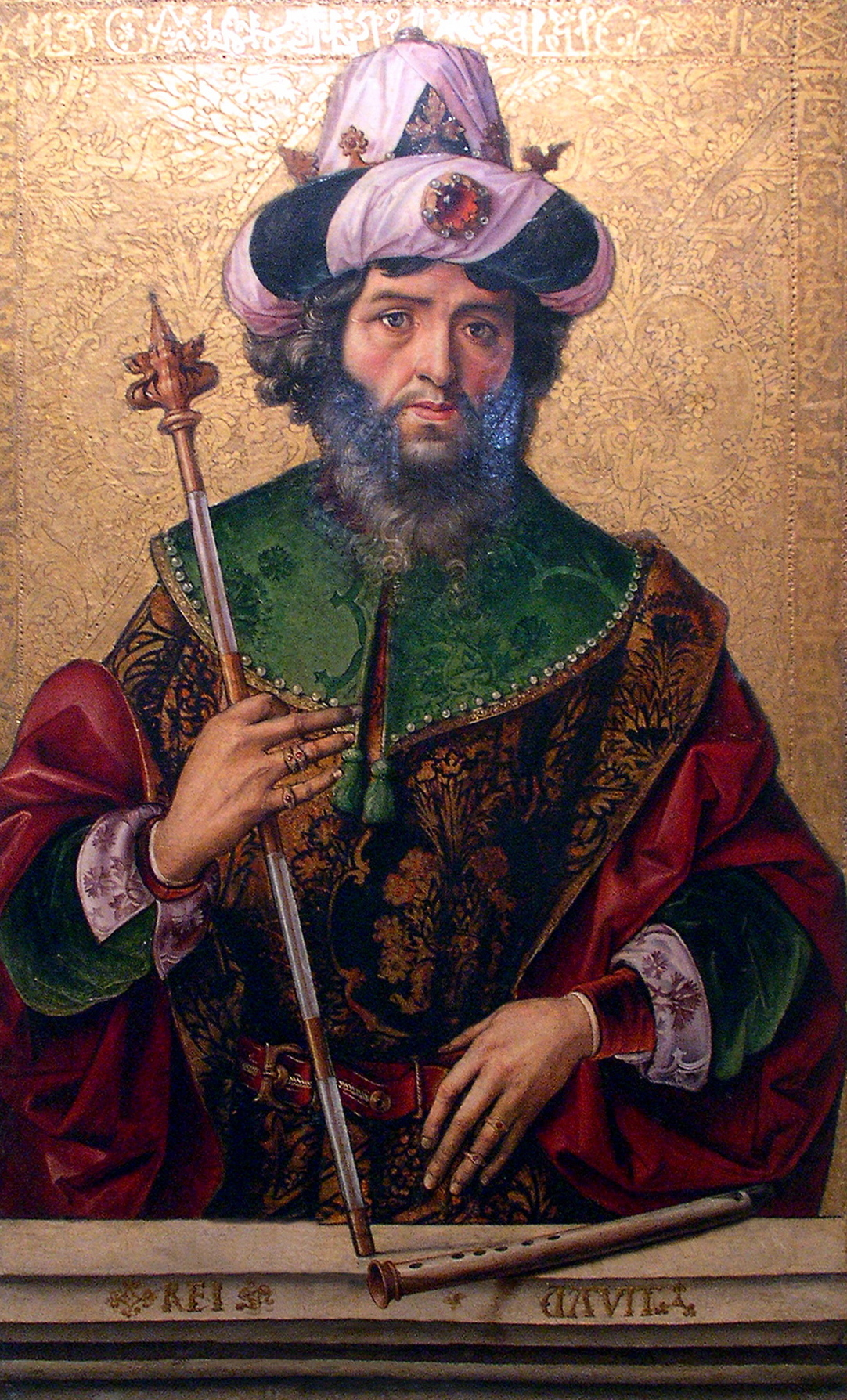
Pedro Berruguete: re David

Della madre di Gesù non si conosce nulla, dal momento che quanto riferisce Luca (I, 5-79) sulla sua parentela con la madre del Battista non ha nessun fondamento. Il solo passo, relativo a Maria, che potrebbe avere un riferimento storico è riportato in Marco (III, 31) che la mostra incapace di capire il figlio e vorrebbe riportarlo a casa.
Non deve sorprendere che la tradizione evangelica non sappia nulla sui genitori di Gesù: «Quasi subito dopo la crocefissione, s'iniziò un lavorìo della fede che, per il fatto stesso che allontanava sempre più Gesù dalla condizione umana, doveva necessariamente disprezzare tutto quanto sembrasse invece raccostarvelo. Troppe precisazioni sulla sua famiglia [...] non potevano apparire che assai moleste. Quando Paolo proclama che egli s'interessa soltanto al Cristo crocefisso e glorificato, ci dà veramente la formula della trasvalutazione della vita di Gesù avvenuta nella coscienza delle prime generazioni cristiane». Insieme alla svalutazione della sua reale ascendenza - per altro sconosciuta - era però necessario costruire un'ascendenza fantastica che lo connettese, in quanto Messia, al re David. A questo scopo Matteo e Luca costruirono ciascuno una genealogia di Gesù.
La genealogia di Matteo (I, 17) procede da Abramo a Gesù in tre gruppi di quattordici generazioni, numero al quale, multiplo di sette, egli sembra attribuire particolare importanza, e per ottenere tale risultato non esita a saltare quattro nomi dal testo biblico, tre in (1, 8) e uno in (1, 11). Luca (III, 23-38) parte invece da Gesù per arrivare ad Adamo «(figlio) di Dio», ottenendo così 77 nomi - altro numero simbolico - comprendendo il nome di Cainam, presente nel testo greco della Bibbia ma assente in quello ebraico e, diversamente da Matteo, dopo David non proseguendo la genealogia con Salomone, ma con Natan. In conclusione, fra Gesù e David vi sono 26 nomi in Matteo e 42 in Luca, corrispondenti a uno scarto di circa quattro secoli fra le due ricostruzioni genealogiche.

### La nascita virginale
Marco e Giovanni non si occupamo né della genealogia di Gesù né di una sua presunta nascita verginale: ci si chiede come mai proprio i due vangeli di Matteo e Luca contengano tanto la genealogia di Gesù quanto la contraddittoria notizia che in realtà Giuseppe non fu suo padre.
Origene (In Epistulam ad Romanos, I, 3) spiega la contraddizione sostenendo che la discendenza davidica di Giuseppe mirava a salvaguardare la comune fede di ebrei e cristiani, e la spiegazione è condivisibile, ma i copisti dei due vangeli si preoccuparono comunque di ritoccare i testi più antichi dei due vangeli che attribuivano a Giuseppe la paternità di Gesù, come testimoniano Epifanio, citando due «eretici», Cerinto e Carpocrate, sostenitori della paternità di Giuseppe forti di un testo, evidentemente non interpolato, di Matteo, ed Eusebio che attribuisce all'ebionita Simmaco la stessa opinione forte di un analogo testo di Matteo.

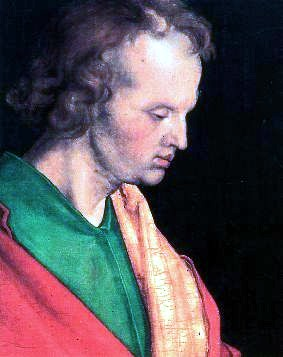
Dürer: l'evangelista Giovanni

La formula ritoccata di Matteo (I, 16) ora recita: «Giacobbe generò Giuseppe, lo sposo di Maria, dalla quale fu generato Gesù detto il Cristo». Il manoscritto Syrus sinaiticus reca invece: «Giacobbe generò Giuseppe; e Giuseppe, al quale fu maritata la Vergine Maria, generò Gesù», dove il copista ha creduto di sistemare il testo intercalando semplicemente la Vergine. Maldestra è invece l'interpolazione nel Dialogo di Timoteo e Aquila, ove è scritto: «Giacobbe generò Giuseppe, lo sposo di Maria, da cui venne generato Gesù, detto il Cristo, e Giuseppe generò Gesù detto il Cristo». Nel testo di Luca (III, 23) «Gesù [...] figlio, a quanto si credeva, di Giuseppe», è un'evidente interpolazione.
«La fede nella nascita virginale è, pertanto, indubbiamente posteriore» alla preoccupazione di fondare la discendenza davidica di Gesù-Messia» e finì per costituire la prova dell'origine divina di Gesù, argomento di polemica contro gli ebrei e, insieme, di allineamento della figura di Gesù con quelle degli altri Salvatori presenti nelle mitologie ellenistiche.
Che Marco non riporti - pur conoscendola certamente - la leggenda della nascita virginale, si spiega semplicemente con il fatto che non vi credette; quanto a Giovanni, egli crede che il Logos, coeterno con Dio, si sia incarnato in Gesù, ma non nel momento della sua concezione, bensì nel momento del battesimo (I, 32-33), esaltando la rappresentazione di Marco (I, 10) e contraddicendo quella degli altri due sinottici; per Giovanni, Gesù fu generato da Giuseppe, come indica in più passi del suo Vangelo: I, 45; VI, 42; VII, 3-5. Neanche in Paolo vi è alcun accenno alla nascita virginale di Gesù: egli ritiene che il Cristo preesistesse in Dio ma la sua incarnazione nell'uomo Gesù non esclude le comuni condizioni della sua nascita.

### Fratelli e sorelle di Gesù
Una volta affermata la fede nella verginità di Maria, i commentatori dei Vangeli si preoccuparono dei diversi riferimenti ai fratelli e alle sorelle di Gesù presenti nei Vangeli - per esempio, in Marco (III, 31 e VI, 3): ne derivarono tre teorie:
- di Elvidio, secondo il quale i fratelli e le sorelle sono figli di Giuseppe e Maria, nati dopo Gesù;
- di Epifanio, per il quale essi sono figli di un precedente matrimonio di Giuseppe;
- di Girolamo, per il quale essi sono in realtà cugini di Gesù, essendo nati da un fratello di Giuseppe, di nome Clopa, e da una sorella di Maria, sua omonima. Quest'ultima tesi, ancor più priva di fondamento delle altre due, finì per imporsi in Occidente, ma è sostenuta ormai soltanto dagli esegeti cattolici.

Tutto quel che si può trarre dai testi, riguardo alla sua nascita, è solo questo: Gesù nacque in un paese della Galilea, al tempo dell'imperatore Augusto, in una modesta e numerosa famiglia.

## La formazione
La tradizione indica in Giuseppe un falegname: in una famiglia di modeste condizioni, anche Gesù avrà seguito il mestiere del padre e coltivato forse un pezzo di terra. Quanto alla sua istruzione, non se ne sa nulla: in Palestina, la scuola elementare era un'appendice della sinagoga, dove i bambini andavano, dai sei ai dieci anni, a conoscere le parti più importanti della Thora, ripetendone i passi a memoria. Come per qualunque palestinese, il testo biblico costituiva il fondamento della sua coscienza religiosa e morale, al quale avrà aggiunto elementi della fede popolare, l'angelogia, la demonologia, la resurrezione e l'attesa messianica. Si può dubitare che conoscesse l'ebraico: parlava l'aramaico e ignorava il greco.
Riguardo all'ambiente religioso in cui si formò Gesù, si è anche ipotizzata una sua appartenenza all'essenismo, ma gli assunti di quella setta sono opposti ai suoi: «egli cerca di riformare la vita e non raccomanda di astrarne; si rivolge a tutti gli uomini d'Israele e non a un gruppo scelto di eletti; sembra conformare la propria esistenza alle abitudini di tutti e non a quelle di un asceta».
Quanto al farisaismo, occorre ricordare che gli evangelisti hanno attribuito a Gesù le loro passioni e i loro odi, in un tempo in cui il dottore giudaico era considerato dai primi cristiani un nemico. In realtà Gesù fu toccato dal movimento farisaico, pur senza appartenervi: la sua missione si fonda sulla speranza messianica ed egli formulò i suoi principi nel modo, semplice e familiare, con il quale i farisei erano soliti esporli: del farisaismo, Gesù rifiutò bensì l'orgoglio, la pedanteria e il dogmatismo.
In linea di principio, i maschi d'Israele erano tenuti ad assistere a Gerusalemme alle tre grandi feste annuali: la Pasqua, soprattutto, la Pentecoste e i Tabernacoli. A questo viaggio si lega il racconto di Luca: finita la festa, i genitori riprendono la via di Nazareth e, curiosamente, solo dopo un giorno si accorgono che il dodicenne Gesù non è con loro. Lo ritrovano, tre giorni dopo, a disputare con i dottori nel Tempio. A parte il solito riferimento simbolico dei numeri - il tre è il numero messianico, a dodici anni Salomone divenne re e profetizzò, Daniele si rivelò e Mosè si separò dalla sua famiglia - l'aneddoto non è che l'esempio mitico della rivelazione precoce dell'eroe.

### Il rapporto con Giovanni il Battista

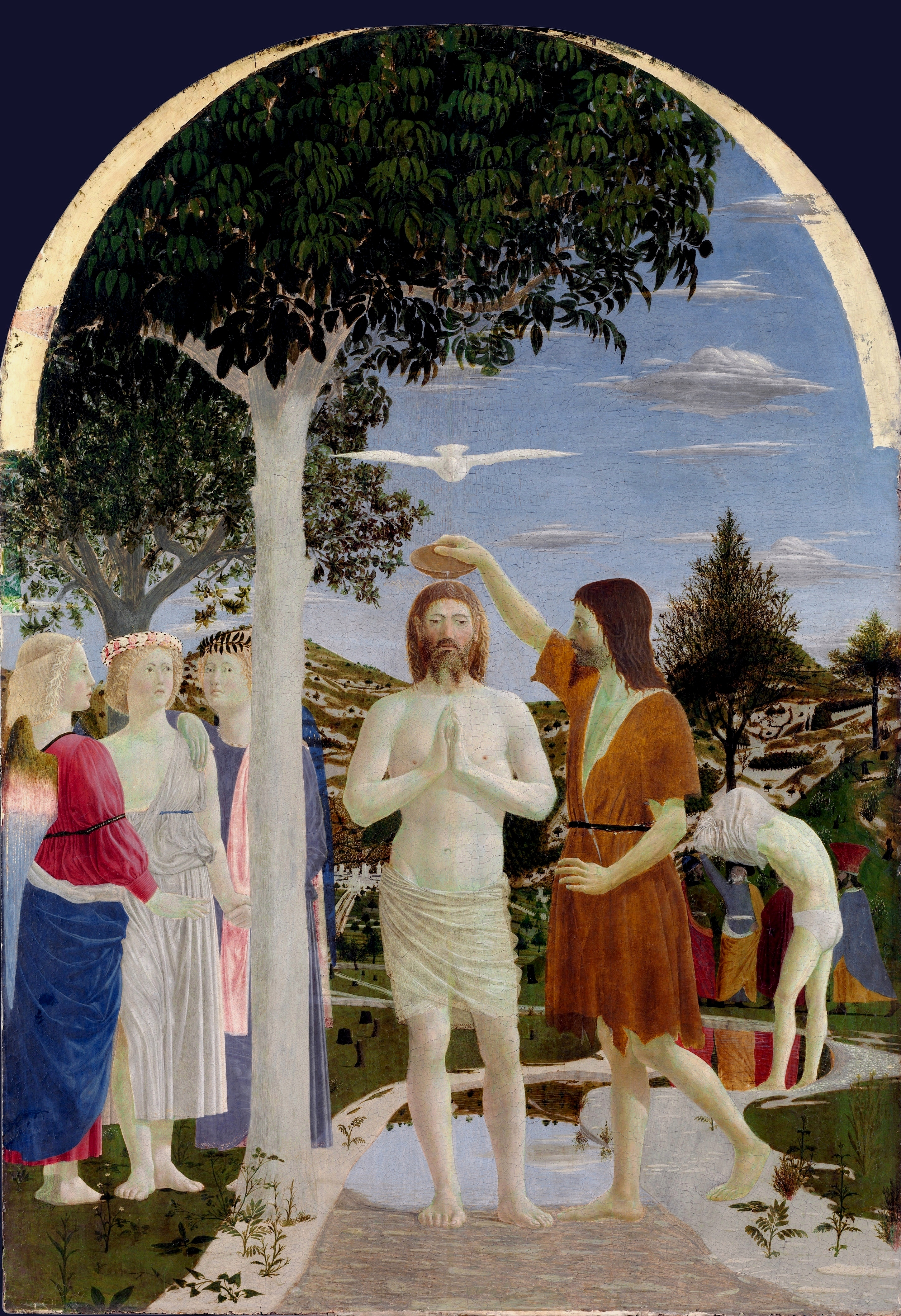
Piero della Francesca: il battesimo

I Sinottici istituiscono uno stretto rapporto fra la predicazione del Battista e la pubblica manifestazione di Gesù. Giuseppe Flavio lo presenta come «uomo dabbene», praticante una virtù e una pietà che purificasse l'anima, così come il suo battesimo avrebbe purificato il corpo. Poiché Giuseppe non attribuisce al Battista alcun messianismo né velleità nazionalistiche, non si comprende però l'ostilità di Erode nei suoi confronti.
È probabile allora che Giovanni fosse fra i quei profeti annuncianti la prossima venuta del Regno di Dio, raccomandando a tutti di ravvedersi per essere pronti per il giorno che si stava preparando e il suo battesimo era la purificazione necessaria all'avvento messianico. Il fatto che gli evangelisti riferiscano del battesimo impartito da Giovanni a Gesù, ma preoccupandosi subito di mostrare, malgrado l'evidenza contraria, la subordinazione di Giovanni a Gesù, sembra accreditare la storicità dell'episodio del battesimo.
Si è avanzata l'ipotesi di uno sviluppo graduale della vocazione di Gesù che, iniziata con il richiamo esercitato su di lui dalla fama di Giovanni e affermata con l'adesione al suo messaggio attraverso il battesimo, si realizzerebbe con la morte del Battista: secondo Marco, il Battista morì quando Gesù si era ritirato nel deserto, altro episodio leggendario, mirante a esaltare il profeta solo e tentato dal maligno, come Zaratustra e il Buddha, e tipico dell'apologetica orientale, che tuttavia mostra un Gesù intento a pratiche ascetiche, in coerenza con la predicazione del Battista. All'interpretazione di un Gesù discepolo di Giovanni è però di ostacolo la sua opera, estranea a forme di ascetismo, svolta nella ricerca del contatto con le persone, che non conosce il rituale del battesimo, di istituzione più tarda.
In conclusione: «non è impossibile che la vocazione di Gesù si sia preparata in una qualsiasi setta messianica [...] che egli abbia preso coscienza della sua missione al battesimo di Giovanni [...] che sia stato discepolo del Battista, cioè che la sua iniziativa sia derivata [...] dalla setta battista. Quest'ultima possibilità rasenta la verosimiglianza. Ma in complesso la nostra ignoranza nei punti essenziali rimane totale».

## La vita pubblica di Gesù
Possiamo immaginare, se non l'aspetto fisico, almeno l'abbigliamento di Gesù: il capo, dai capelli lunghi e la barba intera, è protetto dal sole dalla kefià e una tunica e un mantello con nappe ricopre il corpo: «se qualcuno ti toglie il mantello, lasciagli anche la tunica», e una cintura - «i vostri fianchi siano cinti» permette di rialzare la tunica e serve di tasca - «né bisaccia, né pane, né denaro nella vostra cintura» - mentre i piedi calzano semplici sandali, una suola fissata da cinghie.
È credibile che Gesù e il suo gruppo di seguaci itineranti mettessero in comune i loro pochi beni, che uno di essi li tenesse per tutti e che, come scrive Luca (VIII, 1-3), «molte donne li assistessero con i loro averi». Il suo comportamento doveva essere quello di un nabi, che diffonde un messaggio al quale si ottiene spesso indifferenza e a volte domande maliziose, come quella se sia lecito pagare le tasse dei Romani. Ma anche non avendo il piglio del fanatico agitatore messianico, l'annuncio della prossima venuta d'un nuovo regno non poteva lasciare a lungo indifferente l'autorità: già i rapidi spostamenti del piccolo gruppo evangelico lo confermano, come le precauzioni prese mostrano che non si trattava di un gruppo di entusiasti incoscienti.
La durata della sua predicazione è impossibile a definirsi: si sostiene, nell'esegesi tradizionale, che i Sinottici comprendano un anno di attività mentre in Giovanni questa supererebbe i tre anni. Prendendo ad esempio soltanto il Vangelo secondo Marco, si comprende come in esso sia del tutto indifferente ogni interesse a definire nel tempo gli episodi narrati: (I, 39) «andava predicando nello loro sinagoghe per tutta la Galilea e scacciva i demoni»; (VII, 24) «partendo di là, se ne andò nella regione di Tiro»; (VII, 31) «lasciando il territorio di Tiro, venne attraverso quello di Sidone, sul mare di Galilea, fino al centro del territorio della Decapoli». Ogni calcolo sulla durata di questi spostamenti è pertanto impossibile.
Una sola considerazione appare ragionevole: non si può immaginare che Gesù, «senza perdere tutti i suoi discepoli e senza rinunciare egli stesso alla fede nella sua missione, abbia potuto andarsene per anni sulle strade, ad annunciare un evento che non si compiva mai, Speranze di tal genere non sopportano a lungo le dilazioni e i rinvii». Probabilmente durò pochi mesi, finendo verso una Pasqua intorno all'anno 30.
A quel tempo - ma non solo - i prodigi, i segni, rappresentavano la testimonianza decisiva della veridicità del messaggio profetico. È inutile discutere se i miracoli che la tradizione attribuisce a Gesù siano autentici: già un filosofo cattolico come Maurice Blondel scrisse che «i miracoli sono miracolosi soltanto per coloro che sono già preparati a riconoscere l'azione divina negli avvenimenti e negli atti più abituali» e tutte le religioni produssero gli stessi miracoli: il credente si accontenta di ritenere «i suoi miracoli gli unici veri e quelli degli altri vane apparenze, invenzioni, frodi, fatti mal intesi o sortilegi».
Si può dire che le religioni orientali e lo stesso giudaismo vivessero in un'atmosfera di miracolo più ancora delle religioni del paganesimo classico, ma non mancavano gli scettici che si burlavano di quelle incredibili storie. Così, Luciano di Samosata, nel suo «Philopseudes» (Amante della menzogna) ne rappresenta una quantità - il guaritore, l'uomo che cammina sulle acque, che resuscita i morti, che fa esorcismi liberando l'ossesso dal demone - che ci sono familiari per averle lette anche nei Vangeli. Gli evangelisti non si preoccuparono, narrandole, di garantire la loro autenticità: a loro importava l'effetto che dovevano produrre nel lettore. I Vangeli non sono libri di storia: sinceri nei loro sentimenti, sono insinceri nei fatti. Essi sono i primi documenti dell'agiografia cristiana.

## L'insegnamento di Gesù
Prima di analizzare l'insegnamento di Gesù, è necessario cercare di comprendere l'opinione che egli avrebbe avuto di se stesso, ossia «della sua missione e della sua dignità«. A giudicare dalle fonti, sembrano essere tre i termini ai quali la coscienza di Gesù poteva riferire se stesso: di esser un profeta, di essere il Messia, di essere il figlio di Dio. Che egli si considerasse profeta, si può dare per acquisito: occorre comprendere se egli si considerasse anche il Messia atteso da Israele oppure il figlio di Dio della teologia cristiana o entrambe queste dignità insieme.

### Il figlio di Dio
L'espressione «figlio di Dio», riferita a Gesù, ricorre più volte nei Vangeli canonici e in Paolo e l'esegesi tradizionale deduce che Gesù si attribuisse una vera filiazione divina, tanto che i teologi ne trassero la rivelazione positiva del «mistero della Trinità», fino a fare di Gesù il Nazareno la seconda persona della Trinità divina. Occorre però chiedersi in quale senso quell'espressione fosse intesa dagli ascoltatori di Gesù, «perché non basta parlare per rivelare una verità ancora insospettata; occorre servirsi di parole che coloro che devono essere istruiti siano in grado di capire».
In Israele la formula era nota e usata: i personaggi straordinari e, in particolare, i re, sono «figli di Dio»: la stessa espressione ricorrente nel battesimo di Gesù (Marco, I, 11) non è altro che l'espressione del Salmo II, 7: «tu sei il mio figliolo diletto, ti ho generato oggi». In un caso come questo, si esprime un'intima relazione religiosa e morale, ma mai una reale filiazione, che avrebbe rappresentato un'enorme bestemmia. Nei tempi in cui viveva Gesù, s'intendeva per figlio di Dio il giusto e il principe, ma neanche il Messia: il Messia atteso dai Giudei doveva essere un uomo, e non vi è un solo passo della letteratura giudaica precristiana che dia al Messia l'appellativo di figlio di Dio.

### Il Messia
Escluso che egli si considerasse e fosse considerato, finché visse, figlio di Dio, occorre esaminare se Gesù si ritenesse il Messia, accettando in particolare il titolo equivalente di «figlio di David» e «figlio dell'uomo».
Nei λὀγια, il termine figlio di David non appare mai: appare una sola volta soltanto in Marco, X, 47, dove il cieco di Gerico esclama: «Gesù, figlio di David, abbi pietà di me!». È probabile che si tratti di una interpolazione, che abbia l'intento di mostrare che anche un cieco, che non aveva mai sentito parlare Gesù, sapesse riconoscere in lui quel Messia che i giudei rifiutavano di ammettere.
Ancora in Marco, XII, 35-37, si legge che Gesù respinse per sé quel titolo, dicendo: «perché gli scribi dicono che il Cristo sarà figlio di David? David stesso disse nello Spirito Santo: il Signore ha detto al mio Signore [ cioè Dio ha detto al Messia ]: siediti alla mia destra fino a che io ponga i tuoi nemici sotto i tuoi piedi. David stesso lo chiama Signore: da dove viene allora che è suo figlio?». L'interpretazione dei tradizionalisti è che Gesù, pur sapendo di discendere da David, direbbe qui che egli è più grande ancora di David. Si tratta di un'interpretazione senza fondamento, che si basa proprio su quello che occorre dimostrare.

### Il «figlio dell'uomo»
Molto più complessa è l'interpretazione dell'espressione «figlio dell'uomo». L'espressione greca presente nei Vangeli, υἰὀς τοῦ ἀνθώπου - tra l'altro incomprensibile a un greco - traduce tanto l'ebraico ben-adam, equivalente poetico di uomo, quanto l'aramaico bar nascha, che significa anch'esso uomo. Frequente in Ezechiele, ben-adam, nelle intenzioni dello scrittore biblico, esprime la qualità propria del profeta, unendo un sentimento d'umilta - ricordando la propria origine umana, con l'esaltazione di essere un interprete di Jahvé.

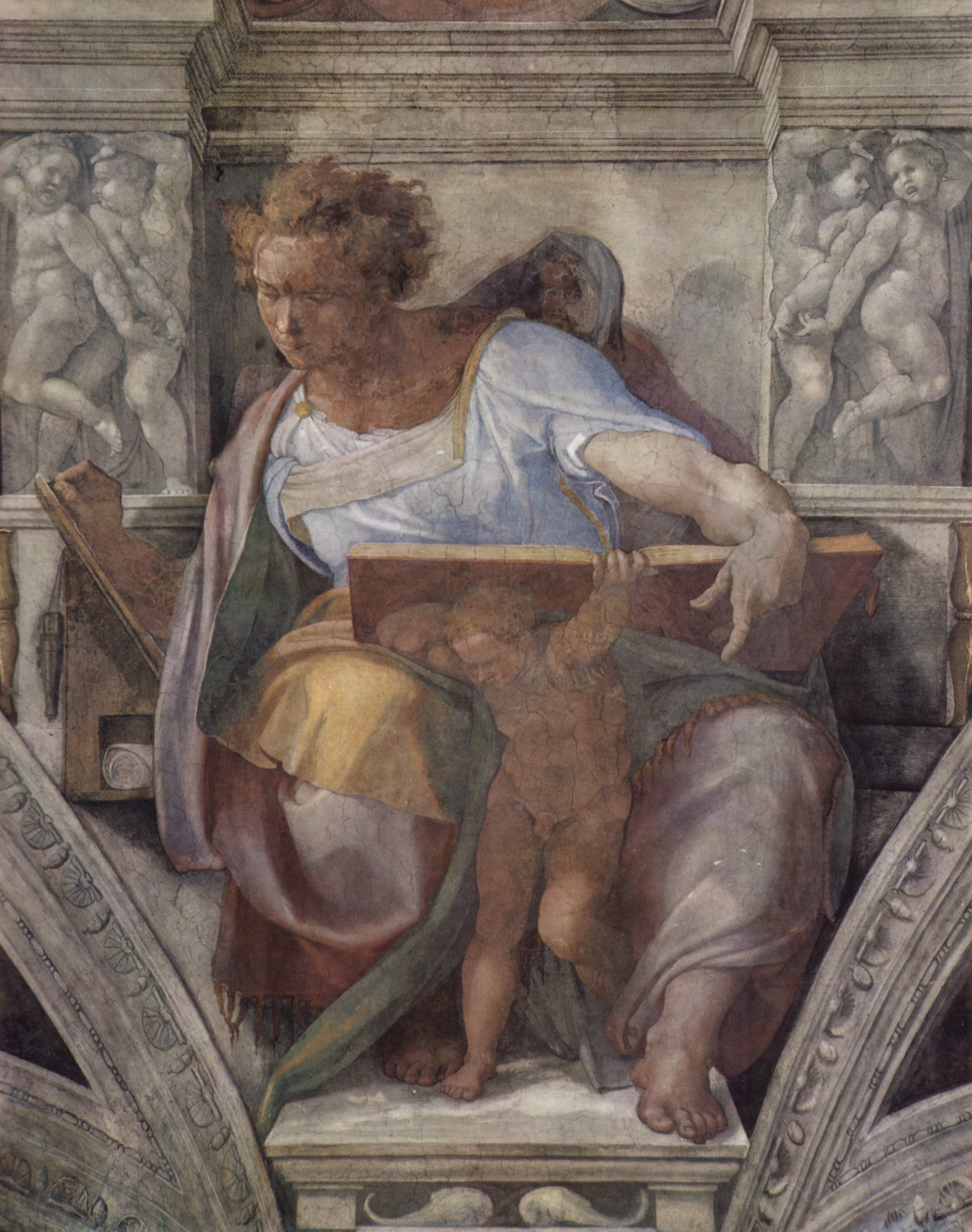
Michelangelo: Daniele

Invece Daniele, VII, 13-14: «con le nuvole del cielo venne come un figlio dell'uomo e giunse fino all'Antico dei giorni e fu introdotto davanti a lui», nella cattiva traduzione nel greco dei Settanta: «sulle nubi del cielo venne come un figlio dell'uomo, ed era là come un antico dei giorni e quelli che stavano con lui lo circondavano», suggerisce che il figlio dell'uomo veduto da Daniele sia il Messia, qui nell'accezione di «colui che deve venire». Una tale interpretazione passò in Enoch e in IV Esdra, fu seguita in Marco, XIV, 62 e in Matteo, XXVI, 64 e s'impose nell'ambiente ebraico nel II secolo.
Resta il fatto che l'interpretazione del passo di Daniele, che stabilisce l'equivalenza di «figlio dell'uomo» con «Messia» è errata, e in Israele, al principio della nostra era, non si designava comunemente il Messia con figlio dell'uomo. Se Gesù utilizzò veramente l'espressione figlio dell'uomo, «non un solo testo permette di credere che egli ne abbia fatto una designazione particolare, speciale, caratteristica della propria persona; non uno pone quest'espressione in rapporto sicuro con la sua coscienza messianica: ognuno di essi si presta facilmente a un'interpretazione estranea alla concezione pseudo-danielistica del figlio dell'uomo».
Paolo non la utilizza mai e una sola volta appare negli Atti, VII, 56 - «ecco, io vedo i cieli aperti, e il figlio dell'uomo in piedi alla destra di Dio» - che è certamente frutto della redazione e non della tradizione apostolica. Pertanto l'uso di «figlio dell'uomo» fatto dagli evangelisti non riporta la realtà storica ma corrisponde a una successiva interpretazione delle generazioni cristiane dei gentili: «se Gesù adoperò bar nascha, non poté essere e non fu che nel significato corrente di uomo».

### Il Cristo
Occorre ora cercare di capire se Gesù si sia mai creduto e proclamato Messia. Nei logia Gesù non adopera mai la parola Cristo per designare se stesso ma è presente in Marco, IX, 41: «Perché chiunque vi darà da bere un bicchiere d'acqua per il fatto che siete del Cristo ... » come un'evidente manipolazione di un seguace di Paolo. Il passo sinottico di Matteo, X, 42 è infatti diverso: «Chiunque avrà dato a uno di questi fanciulli, in quanto discepolo, anche solo un bicchiere d'acqua ... ». Nella cosiddetta confessione di Pietro, l'interpolazione presente in Matteo (XVI, 16-20) fa accettare a Gesù la dichiarazione di Pietro, ma viene smentita da Marco, VIII, 30, che fa dire a Gesù l'esatto contrario. Altra interpolazione è in Matteo, XXIII, 10: «E non fatevi chiamare maestri, perché uno solo è il vostro maestro, il Cristo» che è la ripetizione modificata del versetto XXII, 8: «Ma voi non fatevi chiamare rabbì, perché uno solo è il vostro maestro e voi siete tutti fratelli».
Non vale neanche la pena analizzare la narrazione dell'interrogatorio di Pilato a Gesù, che è del tutto romanzesca, costruita al di fuori di qualsiasi testimonianza.
Si può concludere che Gesù non si designò Messia né praticò il suo insegnamento in funzione di un tale titolo, che gli fu attribuito dai seguaci solo dopo la morte. È probabile che la concezione più autentica della sua missione si trovi in Marco, I, 14-15: «Gesù si recò nella Galilea predicando il vangelo di Dio e diceva: il tempo è compiuto e il regno di Dio è vicino; ravvedetevi e credete al vangelo», che trova riscontro negli Atti, II, 22-36, dove si fa dire a Pietro che Gesù era un «uomo accreditato da Dio [ ... ] per mezzo di miracoli, prodigi e segni [ ... ] Dio consacrò in Spirito Santo e potenza Gesù di Nazaret, il quale passò beneficando e risanando tutti coloro che stavano sotto il potere del diavolo, perché Dio era con lui». Questa è proprio la definizione di Gesù come profeta, un uomo accreditato da Dio che, dopo la morte, secondo l'operazione attuata dai discepoli, «Dio ha costituito Signore e Cristo».
Si trova qui la conferma che i seguaci di Gesù gli attribuirono il titolo di Messia solo dopo la sua morte, titolo che mai egli fece proprio, neanche nell'ultima cena, dove (Marco XIV, 25) egli non si assegna un posto privilegiato: «io non berrò più del frutto della vite fino al giorno in cui lo berrò nuovo nel regno di Dio». In quel momento egli non si designa come il Messia, né per il presente, né per il futuro: si è bensì di fronte a un profeta, a un annunciatore del Regno.

### Gesù e il giudaismo
Sul problema di individuare il tema centrale della predicazione di Gesù, non tutti sono d'accordo: vi è chi ritiene che essa consista nell'annuncio del Regno, chi nella fede della paternità di Dio, chi in una originale concezione della religiosità. Per Guignebert, la ragione d'essere della predicazione di Gesù è l'annunzio dell'avvento del Regno che, è bene ricordare, atteso dagli ebrei, è un regno terreno che restauri il modello del regno di Davide. In linea di principio, una predicazione volta a tale scopo, fondata su precetti e modelli di comportamenti ritenuti utili a favorire l'instaurazione dell'atteso avvento, non poteva che essere bene accolta da qualunque giudeo legato alle proprie tradizioni.
Anche il suo discostarsi dal legalismo della Thora non costituiva un'originalità che potesse dare scandalo, trovandosi esempi nella letteratura talmudica e nel profetismo di anteposizioni della «religione del cuore» alla religione dei riti e delle prescrizioni. Nello spirito di Matteo, V, 17-18, Gesù poteva ben credere di non essere venuto ad abolire la Legge ma a compierla integralmente.
Il suo stesso atteggiamento nei confronti del sabato - «il sabato è fatto per l'uomo e non l'uomo per il sabato» - trova riscontri nei rabbini; Simon ben Menacia, commentando Esodo, XXXI, 13, scriveva «Il sabato vi è dato, non voi siete dati al sabato», e nel Talmud Babilonese, rabbi Jonathan concede perfino: «Profana un sabato per poterne osservare molti». E anche se alla lettera l'espressione «l'uomo è anche padrone del sabato» non potrebbe mai essere accettata da un ebreo, Gesù non propose mai l'abolizione o il disprezzo del sabato: egli appare piuttosto un fautore della consuetudine indulgente, che doveva considerare più conforme allo spirito della Thora, rispetto al rigore formalistico dei dottori.
Ci si è chiesti, tuttavia, se Gesù abbia previsto e predetto l'abolizione della Legge: certamente Giovanni (IV, 21) la dichiara: «l'ora giunge in cui non adorerete più il Padre [ ... ] i veri adoratori adoreranno il Padre in spirito e in verità», ma la dichiarazione di Giovanni è funzionale al paolinismo. Nulla di questo nei Sinottici, solo la libertà del profeta rispetto alla lettera delle prescrizioni (Matteo, V, 17): «Non crediate che io sia venuto ad abolire la Legge e i profeti; non sono venuto ad abolire ma ad edempiere (πληρὤσαι, perfezionare)». Non solo Gesù non pensa ad abolire la Legge, ma se la incorpora; ha coscienza di attuarla più completamente che non i farisei, i quali si aggrappano al rigore della lettera e non scrutano tutte le virtualità che essa racchiude.
Egli si recava al Tempio per le feste, pagava il didramma al santuario, celebrava la Pasqua; nel suo «grande comandamento» (Matteo, XII, 28 ss) cita il Deuteronomio, VI 4-5) e il Levitico, XIX, 18: «tu amerai il Signore Iddio tuo, con tutto il tuo cuore, con tutta la tua anima [ ... ] tu amerai il tuo prossimo come te stesso. Non vi è altro comandamento più grande di quelli». Guardava alla religione dal suo lato soggettivo, relegando i riti in secondo piano: non accenna mai alla circoncisione ma nemmeno prescrive nuovi riti; non battezza né prescrive ai seguaci di farlo; in sede critica, non si può sostenere che abbia istituito l'eucaristia: battesimo e frazione del pane sono usanze della comunità primitiva che non derivano da lui.

### La Chiesa
All'epoca di Gesù, gli israeliti avevano abbandonato da tempo l'idea di un loro Dio contrapposto agli dèi degli altri popoli: per essi, Jahvé è l'unico Dio di tutto il mondo. Di conseguenza, fra gli ebrei della diaspora, vi è chi ritiene necessario predicare il proprio Dio fra i «gentili», per distoglierli da quello che essi considerano un culto di idoli. L'ebreo Filone di Alessandria insegna che gli uomini che si allontanano dall'idolatria per avvicinarsi al «vero Dio» diventano membri d'Israele, quello «vero», che è diverso da quello «secondo la carne». Anche i salmisti avevano scritto (XXII, 28): «Tutte le estremità della terra si ricorderanno e si convertiranno a Jahvé e tutte le stirpi dei pagani si prosterneranno davanti a te» o anche (XLVII, 8): «Dio è re su tutta la terra».
Il pressoché unanime rifiuto degli ebrei ad accogliere la predicazione di Gesù orientò gli evangelisti ad attribuirgli intendimenti universalistici, ma si può dubitare che questo fosse il suo reale intendimento e quello stesso dei suoi immediati discepoli. Le intenzioni di Gesù dovevano essere molto chiare ai suoi seguaci: se il suo fosse stato un messaggio «universalistico», non sarebbe mai sorto alcun conflitto tra «giudaici» e i «lassisti» capeggiati da Paolo. Molto probabilmente, Gesù non fu «universalista»: il costante annuncio delle «promesse» che stanno per compiersi e delle «speranze» che stanno per avverarsi, non avrebbero infatti avuto alcun significato per coloro che non fossero ebrei.

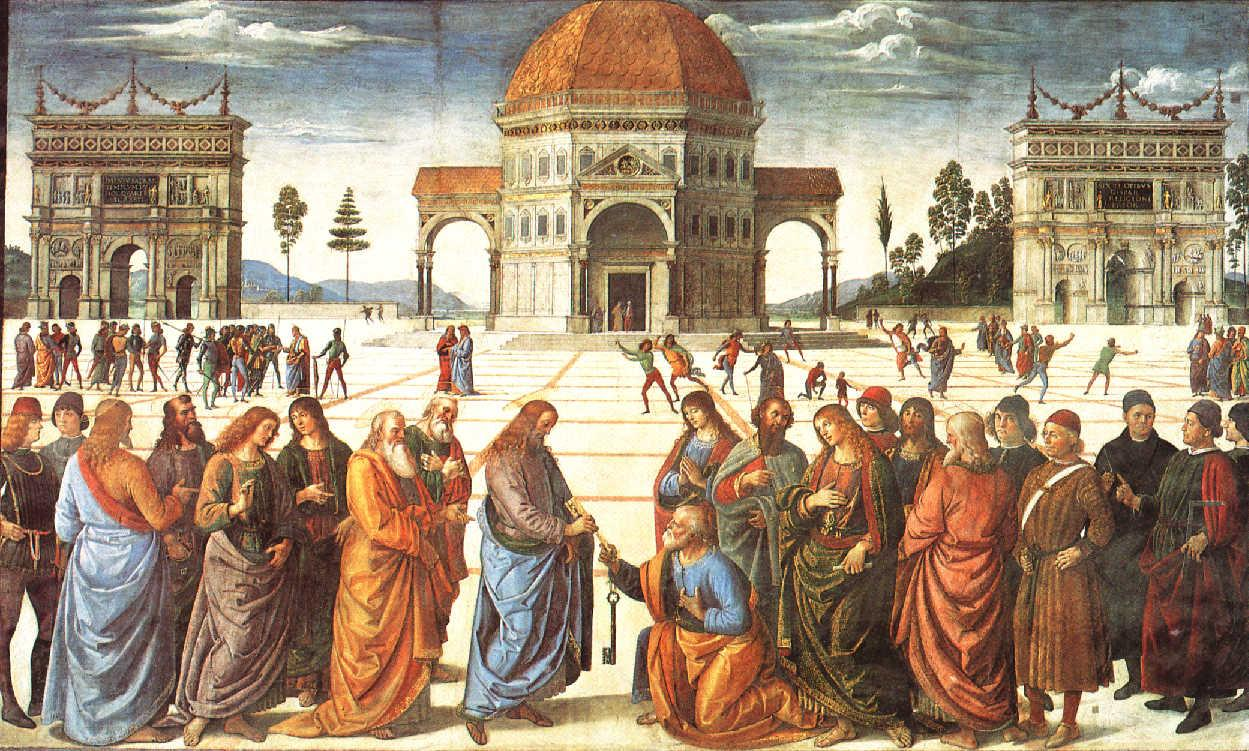
Perugino, Cristo consegna le chiavi a Pietro, Cappella Sistina

Tuttavia, i sostenitori dell'universalismo della predicazione di Gesù si rifanno al noto passo di Matteo (XVI, 15-19), con il quale Gesù manifesterebbe la sua volontà di fondare sulla terra una sua Chiesa, dando autorità ad altri uomini di reggerla a suo nome: «Chi dite ch'io sia? - Tu sei il Cristo, il figlio del Dio vivente! - E Gesù gli rispose: Beato te, Simone Barjona, perché non la carne e il sangue ti rivelarono ciò, ma il Padre mio che è nei cieli. E io ti dico che tu sei Pietro e su questa pietra io fonderò la mia Chiesa e le porte dell'inferno non prevarranno contro di lei. E io ti darò le chiavi del Regno dei cieli. E tutto quello che avrai legato sulla terra sarà legato nei cieli e tutto quello che avrai sciolto sulla terra sarà sciolto nei cieli».
In tutti i Sinottici, l'espressione «la mia Chiesa» appare solo in questo passo e la parola «Chiesa» (ecclesia) ricorre ancora soltanto una volta, sempre in Matteo, 18, 17, ma con un significato completamente diverso: «Se rifiuta d'ascoltarli, dillo alla chiesa (assemblea) e, se rifiuta d'ascoltare anche la chiesa, sia per te come il pagano e il pubblicano».
Che i versetti di Matteo XVI, 17-19 siano un'interpolazione lo dimostrano i sinottici Luca IX, 20-21 e Marco VIII, 29-30: «Egli domandò loro: «E voi, chi dite che io sia? - E Pietro gli rispose: Tu sei il Cristo. - Ed egli ordinò loro di non parlare di lui a nessuno», dove quel passo non c'è. Il redattore di Matteo intendeva per «Chiesa» la comunità cristiana che aveva sotto gli occhi, distinta dal popolo d'Israele e obbligata, sia dall'ostile disprezzo della sinagoga che dall'inatteso ritardo della parusia, a organizzarsi per aspettare l'ora di Dio. Ma tutto ciò era estraneo al pensiero e alla preoccupazioni di Gesù.

### La concezione del Regno
Tre sono le ipotesi riguardo a cosa intendesse Gesù per «Regno»:
- una realtà materiale dell'avvenire: Dio instaurerà improvvisamente, in luogo dell'attuale realtà fatta di iniquità e di ingiustizie, un mondo di giustizia e di felicità
- una realtà spirituale del presente: giustizia e amore trionfano nel cuore dell'uomo - almeno di una parte dell'umanità - ma la realtà della società umana rimane sostanzialmente immutata
- una realtà materiale dell'avvenire, che tuttavia inizia ad attuarsi grazie al messaggio evangelico: una concezione che è una sintesi delle due precedenti.

Il comune schema dei messianisti d'Israele di quel tempo prevedeva che un nuovo ordine fosse instaurato da Dio materialmente, in terra, fuori dell'uomo, che avrebbe beneficato i giusti del passato e del presente. Non mancava chi riteneva che per la sua instaurazione fosse necessario che gli uomini si pentissero e tornassero ad osservare la Legge: resta il fatto che esso era comunemente concepito come dono, non spirituale ma materialmente concreto, frutto di un atto provvidenziale della potenza sovrana di Dio.
Gesù, per quanto se ne sa, non diede alcuna definizione del Regno: una strana negligenza, se egli lo avesse inteso diversamente dalla comune concezione giudaica. In ogni caso, in Matteo (XXII, 1 e segg.) e in Luca (XIV, 15 e segg.), il Regno è un banchetto cui sono invitati i giusti e allontanati i malvagi. Non un progressivo costituirsi del Regno con i progressi della giustizia nel cuore degli uomini, ma una selezione immediata, con i buoni da una parte e i malvagi dall'altra, al subitaneo avvento: «State attenti, vegliate, perché non sapete quando sarà il momento preciso» (Marco, XIII, 33) e in tutto il cristianesimo primitivo si attende l'arrivo improvviso del Signore (Paolo, I Tess., V, 3; 2 Pietro, III, 10; Apocalisse, III, 3).
Gesù forse credette - e almeno lo credettero i suoi discepoli dopo di lui - che la sua missione consistesse nell'imminente approssimarsi di tale manifestazione, per cui il suo insegnamento formasse il vestibolo da attraversare per entrare nel Regno, cosicché un vero discepolo possedeva già virtualmente il dono di Jahvè. Mai il Cristo confonde il Regno con la remissione dei peccati, né con la forza di Dio operante nel cuore degli uomini, né con la parola di Dio. Tutto ciò può racchiudere per l'uomo la certezza di possedere un giorno il Regno, ma non è il Regno, perché il Regno è in primo luogo una trasformazione materiale del miserabile mondo di quaggiù: «né la materialità terrestre del Regno annunziata dal nazareno, né il suo carattere escatologico si possono contestare seriamente».

## Gli elementi essenziali del pensiero di Gesù
Occorre chiedersi: 
- che cosa Gesù intendesse significare con la parola Dio, e specialmente con l'espressione Dio il Padre, nella quale formula i redattori dei vangeli sembrano racchiudere la sostanza del suo insegnamento;
- come Gesù concepisse la vita gradita a Dio, la vita che porta alla salvezza: è il problema della morale di Gesù;
- come Gesù si raffigurasse il dramma escatologico in cui il secolo presente si sarebbe concluso e avrebbe avuto inizio quello futuro; nella speranza della parusia - del ritorno di Gesù - poggia la fede che animò ls prima comunità e creò il cristianesimo.

### La concezione di Dio
Fra i Giudei del I secolo avevano corso tre concezioni di Dio: oltre a quella di un Dio sublime e inaccessibile - una combinazione di speculazione ellenistica e di monarchismo persiano - esisteva quella del Dio della Scrittura, giudice e sovrano del mondo, e quella del Dio padre di coloro che benedicono il suo nome, principio di salvezza degli uomini. Queste ultime due si ritrovano entrambe nei vangeli sinottici attribuite a Gesù. Dio è il Signore dell'universo (Matteo, XI, 25), la sua potenza non ha limiti (Marco, X, 27; XII, 24), l'uomo è servo e Dio è il suo padrone (Matteo, XVIII, 23; XX, 1; XXV, 14; Luca XVI, 1). D'altra parte, molti passi del Vangelo mostrano Dio aumentare la ricompensa di una buona azione e accentuare la sua indulgenza nei confronti di una cattiva. Ma se a questo riguardo Gesù sembra manifestare una qualche originalità, essa si accorda in definitiva con la religione del cuore, che è quella dei Profeti.

#### La paternità di Dio
Sembra opinione corrente, non solo nell'esegesi confessionale, ma anche in Renan, che «Dio concepito come Padre» costituisca l'essanza della teologia di Gesù, come se questa rappresentasse una concezione originale nel panorama giudaico. Opinione opposta è invece quella che considera la concezione di Gesù della paternità di Dio in linea con la corrente giudaica contemporanea. Occorre verificare quest'assunto direttamente nei testi evangelici.
Mentre il termine «Padre» è frequente in Matteo e Giovanni, esso è molto raro negli altri due Vangeli. In Marco Dio è qualificato «Padre» in senso assoluto - il Padre - in due soli passi, entrambi sospetti di ritocco o di invenzione redazionale: in XIII, 32 - «Quanto a quel giorno e a quell'ora, nessuno li sa, neppure gli angeli del cielo, neppure il Figlio, ma solo il Padre» - e in XIV, 36 - «Abbà, Padre! Tutto ti è possibile; allontana da me questo calice! Però, non quello che io voglio, ma quello che tu vuoi» - e l'espressione «Padre mio» e «Padre vostro» in XI, 25 - «Quando vi mettete a pregare, se avete qualcosa contro qualcuno, perdonate; affinché il Padre vostro che è nei cieli vi perdoni le vostre colpe» - anch'esso sospetto, mentre il versetto seguente XI, 26 - «Ma se voi non perdonate, neppure il Padre vostro che è nei cieli perdonerà le vostre colpe» - è ormai omesso in tutte le edizioni critiche.
Si può aggiungere ancora Marco VIII, 38 - «Chi si vergognerà di me e delle mie parole davanti a questa generazione adultera e peccatrice, anche il Figlio dell'uomo si vergognerà di lui, quando verrà nella gloria del Padre suo con gli angeli santi» - chiara aggiunta redazionale, con la quale si vuole esprimere che Gesù è il Messia ma non quello che gli ebrei attendono, un concetto paolino inverosimile in bocca a Gesù e incomprensibile per i suoi pretesi ascoltatori.
La cosiddetta preghiera eucaristica, Matteo, IX, 25-27, «Ti ringarazio, o Padre, Signore del cielo e della terra [...] Sì, Padre, perché così ti è piaciuto. Ogni cosa mi è stata data in mano dal Padre mio; e nessuno conosce il Figlio, se non il Padre; e nessuno conosce il Padre, se non il Figlio, e colui al quale il Figlio voglia rivelarlo», contenendo anche «il Figlio», che nella Sinossi si trova soltanto in un altro passo, in Marco XIII, 32, «Quanto a quel giorno e a quell'ora, nessuno li sa, neppure gli angeli del cielo, neppure il Figlio, ma solo il Padre», e appartiene alla terminologia di Giovanni. Per ammettere l'autenticità della preghiera eucaristica bisognerebbe sostenere che Gesù si fosse volutamente confuso con il Cristo eterno, non rilevare la sua parentela con espressioni dei misteri ellenistici, ignorare che contiene reminiscenze del Siracide - che nel capitolo LI contiene la preghiera, anch'essa eucaristica, di Gesù figlio di Sirach - e non rilevare che essa è ritmata, cosa che ne rende difficile l'attribuzione al Nazareno. Estranea alla tradizione sinottica, il passo va riferito alla cristologia di una comunità che conosce Paolo, ma lo ha già superato.

### La vita morale
Per entrare nel Regno, occorre che l'uomo deve attuare in sé la μετάνοια, deve rinnovarsi interiormente, convinzione radicata nei credenti giudei e attestata dai profeti - Geremia XXXI-XXXV, Michea VII, 18-20, in Isaia, in Zaccaria e in Daniele IX, 24. Anche in Matteo XVIII, 3, si esprime la necessità di rinnovarsi fino a diventare «come i fanciulli» e Giustino (I Apologia, LX, 4) riporta il logion: «Se voi non rinascerete, non entrerete nel Regno dei Cieli».
Questo pentimento non avviene una volta per tutte e Gesù, secondo i Vangeli, accompagna il suo invito con un certo numero di raccomandazioni, una sorta di regola della vita salutare. Ma qualsiasi esposizione di un suo insegnamento morale sarebbe artificioso: i testi evangelici danno precetti isolati inseriti in discorsi che sono pure composizioni redazionali. Probabilmente Gesù non aveva ideato alcuna concezione metafisica del bene e dell'uomo in sé, ma soltanto impressioni di ordine religioso e sentimentale. Il Vangelo non è né un manuale di morale né di religione. È un esempio, una personalità, è Gesù di Nazaret e l'anima di Gesù è il modello della sua etica.
Strauss e Renan consideravano a torto Gesù un riformatore della morale: la sua morale ha sempre uno spirito religioso ed egli non si oppone mai alla morale della Torah e pensa, parla e agisce come un profeta d'Israele. Mai pensa a un nuovo nomismo - a nuove regole morali e legali - che superino la tradizione: la sua originalità sta solo in un'interpretazione della Legge più in armonia con i precetti del «cuore». La morale e la religione di Gesù poggiano sulla legge dell'amore, amore di Dio e del prossimo, fonte di ogni dovere e perfezione: il comandamento di amare il prossimo come se stesso, anche il prossimo che ci rifiuta e che vuole nuocerci, vale più di tutti i sacrifici del Tempio.
Morale e religione sono basate sulla legge dell'amore, e amare Dio non può essere disgiunto dall'amare il prossimo. La nota espressione (Marco, XII, 33) «amare il prossimo come se stesso» si trova già nel Vecchio Testamento (Levitico, XIX, 18) ma riferita ai fratelli d'Israele «Non ti vendicherai e non serberai rancore contro i figli del tuo popolo, ma amerai il tuo prossimo come te stesso». Una simile affermazione non rappresenta una rivoluzione delle concezioni giudaiche: piuttosto, nella sua estensione, poteva apparire sorprendente.
Riguardo alla sua esaltazione della povertà e degli umili, infine, non comporta che egli intendesse attribuire alla povertà in senso stretto un valore particolare in vista del merito del Regno: la povertà, infatti, non distacca l'uomo dalle cose terrene più di quanto non faccia la ricchezza. Gesù sembra interessarsi piuttosto al «buon povero», colui che si comporta come se non possedesse e non desiderasse nulla.